# Bourchier Cove
Die Bourchier Cove (englisch; bulgarisch залив Баучър saliw Bautschar) ist eine 2,35 km breite und 0,86 km lange Bucht an der Nordwestküste von Smith Island im Archipel der Südlichen Shetlandinseln. Sie liegt zwischen dem Jireček Point im Nordosten und dem Villagra Point im Südwesten.
Bulgarische Wissenschaftler kartierten sie 2009. Die bulgarische Kommission für Antarktische Geographische Namen benannte sie 2010 nach einem Berg im Rilagebirge im Südwesten Bulgariens in Verbindung mit dem britischen Journalisten James David Bourchier (1850–1920), einem Vermittler zur Beendigung der Balkankriege.